# Jules Ferrette
Jules Raymond Ferrette (Épinal, 22 aprile 1828 – Ginevra, 10 ottobre 1904) è stato un vescovo cristiano orientale francese, fondatore dell'Ancient British Church.

## Biografia
Cresciuto in una famiglia di fede evangelica, nel 1850 si convertì al cattolicesimo, entrando nei domenicani, e fu ordinato sacerdote il 2 giugno 1855. Inviato alla missione di Mosul, in Iraq, poco dopo (giugno 1856) lasciò la religione cattolica per ritornare alla fede protestante e fu quindi impiegato nella missione presbiteriana di Damasco, in Siria, fino al 1865.
Il 2 giugno 1866 a Homs fu possibilmente consacrato vescovo di Iona con il nome di Julius I dal futuro Ignazio Pietro IV della Chiesa ortodossa siriaca, con lo scopo di far nascere la Chiesa ortodossa orientale in Occidente. Al 1874, consacrò come primo vescovo della Ancient British Church Richard Williams Morgan, con il nome di Pelagius I.
Morì a Ginevra nel 1904.

## Genealogia episcopale
La genealogia episcopale è:
- Patriarca Ignazio Pietro IV
- Vescovo Jules Ferrette